# Гиро, Поль
Мари́ Раймо́н Поль Гиро́ (фр. Marie Raymond Paul Guiraud; 15 января 1850, Сен-Монестье — 25 февраля 1907, Париж) — французский историк.

## Биография
Гиро родился в маленьком городке Сенн-Монести на юге Франции. Ему удалось поступить в одно из самых престижных учебных заведений на то время — Высшую нормальную школу. Своей специальностью он выбрал древние языки, так как еще с детства проявлял склонность к классической филологии. Научные интересы молодого Гиро определились под влиянием его учителя Фюстеля де Куланжа, с которым он познакомился в Высшей нормальной школе и который имел огромное влияние на молодого учёного.
В 1878 году П. Гиро защитил диссертацию о разногласиях между Гаем Юлием Цезарем и сенатом. После окончания высшего учебного заведения Гиро начал преподавать древние языки, вместе с тем он ведёт обширную научно-исследовательскую работу, результатами которой стали сразу несколько изданных работ. Самые известные: «Частная и общественная жизнь греков» (фр. «La Vie privée et la vie publique des Grecs», 1890), «Частная и общественная жизнь римлян» (фр. «La Vie privée et la vie publique des Romains», 1893).

## Сочинения
- Фюстель-де-Куланж : [Жизнь и труды] / Пер. А. Н. Чеботаревская. — М., 1898. — [2], 208 с.
- Частная и общественная жизнь римлян Архивная копия от 18 апреля 2008 на Wayback Machine — СПб, Алетейя, 1995.
- Частная и общественная жизнь  греков. — СПб, Алетейя, 1995.